# Fondant

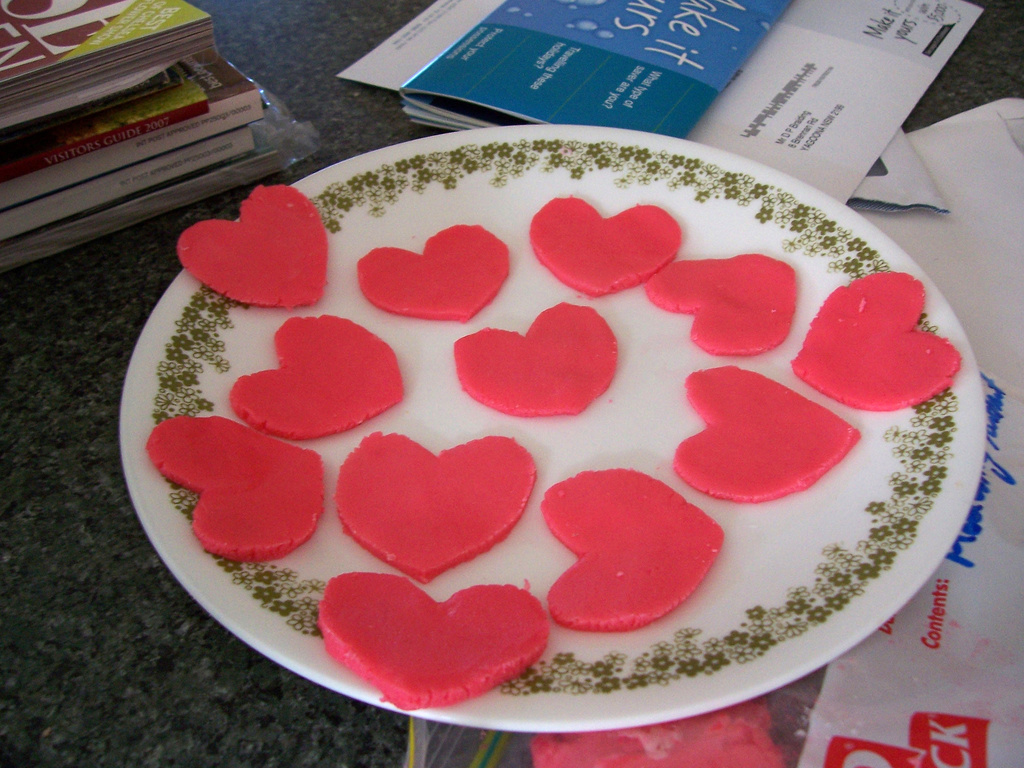
Herzförmige Fondants

Fondant [fõˈdãː] (anhörenⓘ) (frz. „schmelzend“) ist die Bezeichnung für eine weiche, pastöse Zuckermasse, die als Überzugs- und Modelliermasse zur Herstellung verschiedener Süßwaren verwendet wird, vor allem für die danach benannten Fondants.

## Herstellung und Verwendung
Der oder das Fondant wird aus Wasser und Saccharose sowie Glucosesirup, Invertzuckercreme und/oder Zuckeralkoholen (z. B. Sorbit oder Mannit) hergestellt. Die Masse wird gekocht und dann durch starkes Kneten und schnelle Abkühlung zu einer weichen Paste verarbeitet. Anschließend werden Aromen hinzugefügt, häufig auch Lebensmittelfarbe. Handelsüblich gibt es Fondant in Blockform zur Weiterverarbeitung in der Konditorei und als Pulver (Trockenfondant) als Basis für Füllungen und Glasuren. Bereits ausgerollter Fondant wird im Handel als „Rollfondant“ angeboten. Häufig wird Fondant auch zum Überziehen von Torten verwendet.
Gekochte Fondantmasse (Schmelzglasur) wird auch zum Überziehen von Gebäck, Pralinen und Konfekt verwendet. Die Füllung der After-Eight-Täfelchen besteht ebenfalls aus Fondant.

## Fondantkonfekt

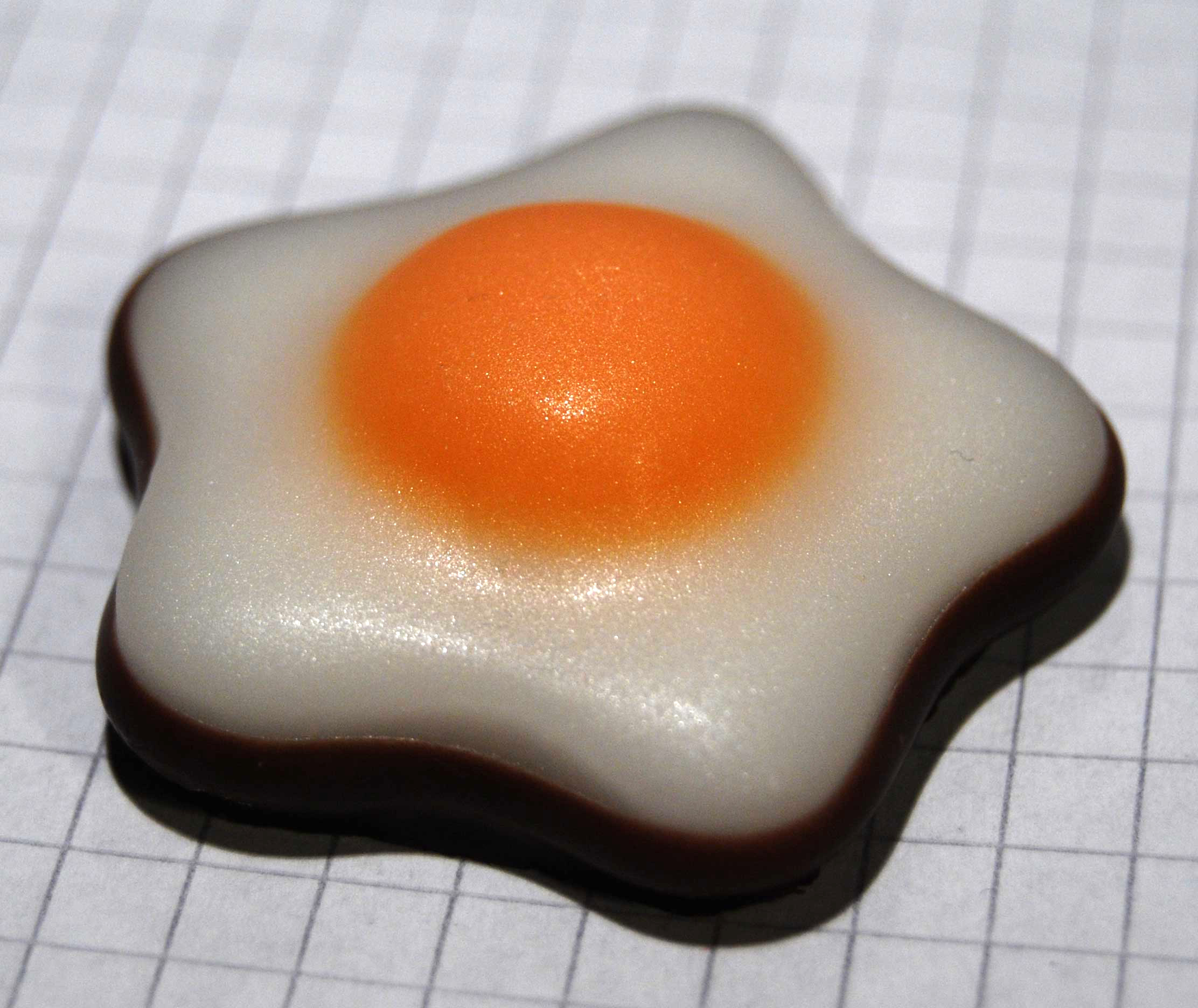
Saisonales Fondantkonfekt

Die so genannten Fondants, auch Fondantkonfekt genannt, sind leicht auf der Zunge zergehende, pralinengroße Zuckerwaren aus Fondantmasse. Zur Osterzeit werden Fondantspiegeleier und -küken hergestellt, zu Weihnachten Fondantsterne oder -kringel. Ganzjährig im Handel sind Pfefferminzbruch, Bremer Kluten und Pfefferminztaler.

## Fondant (französischer Kuchen)

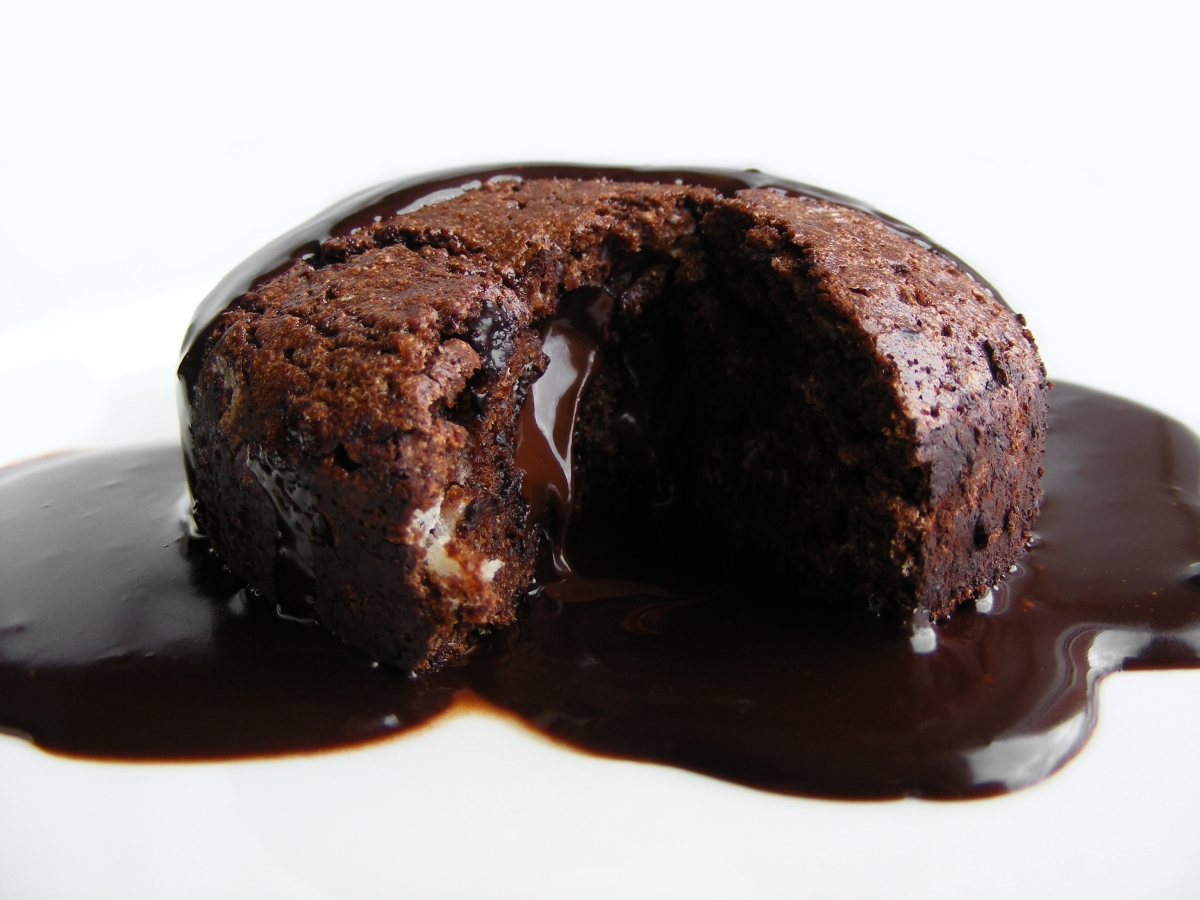
Fondant au chocolat

Unter Fondant wird zudem ein in Frankreich sehr häufig zubereiteter Kuchen verstanden. Der vollständige Name ist fondant au chocolat und bezeichnet einen Schokoladenkuchen mit einem weichen bis sehr weichen Inneren. Wenn das Innere vollständig weich ist, wird der Kuchen als mi-cuit bezeichnet. Fondant au chocolat wird in der Regel mit viel Zucker, Eiern und Schokolade zubereitet und im Gegensatz zu anderen Schokoladenkuchen mit wenig Mehl.